# Besszonovkai járás
A Besszonovkai járás (oroszul: Бессоновский район) Oroszország egyik járása a Penzai területen. Székhelye Besszonovka.

## Népesség
- 1989-ben 45 515 lakosa volt.
- 2002-ben 41 647 lakosa volt, melynek 60%-a orosz, 25%-a mordvin.
- 2010-ben 45 296 lakosa volt, melynek 83,5%-a orosz, 10,8%-a mordvin, 1,1%-a tatár.